# Comparação entre artes marciais mistas e vale-tudo
O Vale-tudo é um esporte de combate em que, a pancadaria corre solta. Quase não existem regras, e não era permitido apenas colocar o dedo nos olhos dos oponentes e dar socos e chutes nos testículos. O resto era válido, inclusive puxar o cabelo do oponente.
Por ser considerada violenta, a modalidade teve que criar regras para entrar no mercado esportivo. Surgiu, assim, o chamado MMA (sigla em inglês para Artes Marciais Mistas)

## Diferenças

### Regras
| vale-tudo | MMA |
| --- | --- |
| Não há limite de tempo. A luta só acabaria quando alguém desistisse.                                                             | Há limite de tempo, dividido em rounds, com 5 minutos cada. |
| Só não era permitido colocar o dedo nos olhos dos oponentes, mordidas e "fish-hooking"(tentativa de rasgar a boca com os dedos). | Não é permitido: - Dar cabeçada - Aplicar qualquer tipo de golpe que coloque o dedo no olho - Morder - Cuspir no adversário - Puxar os cabelos - Agarrar pela boca - Atacar a região genital - Manipular as juntas pequenas - Golpear com o cotovelo de cima para baixo - Golpear a espinha ou a parte de trás da cabeça - Bater nos rins com os calcanhares - Golpear ou segurar a garganta - Agarrar, beliscar ou torcer a pele ou a carne - Agarrar a clavícula - Chutar a cabeça de um adversário caído - Aplicar joelhadas na cabeça de um rival caído - Pisar em um oponente caído - Segurar a grade - Segurar as luvas ou os shorts do adversário - Usar linguagem abusiva na área de luta - Usar conduta antidesportiva que possa causar danos ao adversário - Atacar um oponente no intervalo - Atacar um adversário quando ele está sob cuidados do árbitro - Atacar um oponente depois de o gongo ter tocado no fim do round - Timidez, incluindo, sem limitação, evitar contato ou deixar cair o protetor bucal intencionalmente e consistentemente, ou simular contusão - Arremessar um rival para fora da área de luta - Desrespeitar as instruções dadas pelo árbitro - Arremessar o oponente contra a lona sobre sua cabeça ou coluna - Ter ajuda de membros da equipe - Aplicar qualquer substância estranha no cabelo ou no corpo para obter vantagem |
| o uso de luvas não era obrigatório.                                                                                              | Obrigatório uso de luvas pequenas e com abertura para os dedos, que foram introduzidas para proteger os punhos durante os socos, e reduzir a ocorrência de cortes |
| Lutadores podem lutar com quimonos, sapatilhas de boxe, e afins                                                                  | Não é permitido o uso de quimonos, nem de sapatilhas. |

### Primeiros Eventos
| vale-tudo | MMA                        |
| --- | -------------------------- |
| Eventos de vale-tudo alegadamente ocorriam no final de 1800, quando lutadores representando uma enorme variedade de estilos, incluindo vários lutadores de wrestling, wrestling Greco-Romano e muitas outras formas de artes marciais reuniam-se em torneios e jogos em toda a Europa. | 1993, com a criação do UFC |

### Pesagem e Categorias
| vale-tudo                                          | MMA |
| -------------------------------------------------- | --- |
| Openweight, ou seja, não havia separação por peso. | \| Categoria \| Peso \| \| ---------------- \| ------------------------- \| \| Peso mosca \| abaixo de 57 kg \| \| Peso galo \| entre 57,1 kg até 61,1 kg \| \| Peso pena \| entre 61,2 kg até 65,7 kg \| \| Peso leve \| entre 65,8 kg até 70,2 kg \| \| Peso meio-médio \| entre 70,3 kg até 77 kg \| \| Peso médio \| entre 77,1 kg até 83,7 kg \| \| Peso meio-pesado \| entre 84 kg até 92,9 kg \| \| Peso pesado \| entre 93 kg até 120,1 kg \| \| Peso superpesado \| acima de 120,2 kg \| |
| Categoria                                          | Peso |
| Peso mosca                                         | abaixo de 57 kg |
| Peso galo                                          | entre 57,1 kg até 61,1 kg |
| Peso pena                                          | entre 61,2 kg até 65,7 kg |
| Peso leve                                          | entre 65,8 kg até 70,2 kg |
| Peso meio-médio                                    | entre 70,3 kg até 77 kg |
| Peso médio                                         | entre 77,1 kg até 83,7 kg |
| Peso meio-pesado                                   | entre 84 kg até 92,9 kg |
| Peso pesado                                        | entre 93 kg até 120,1 kg |
| Peso superpesado                                   | acima de 120,2 kg |

### Principais Eventos
| vale-tudo | MMA           |
| --- | ------------- |
| World Vale Tudo Championship, International Vale Tudo Championship, Meca World Vale Tudo, Vale Tudo Japan, Jungle Fight (estes eventos adaptaram algumas regras, mas ainda há pouca coisa restrita, sendo considerados, por isso, Vale-tudo) | UFC, Bellator |